# Долно Броди
До̀лно Бро̀ди (на гръцки: Κάτω Βροντού, Като Вронду) е село в Република Гърция, дем Неврокоп, област Източна Македония и Тракия.

## География
Селото е разположено в историко-географската област Мървашко, на 650 m надморска височина, в югоизточното подножие на планината Черна гора (Мавро Вуно). Отстои на 17 километра югозападно от демовия център Зърнево (Като Неврокопи) и на 10 километра югоизточно от Горно Броди (Ано Вронду). Разположено е между върховете Горно Драган и Щудер.

## История

### Етимология
Според Йордан Н. Иванов Броди произхожда от брод (планински), за което свидетелстват и формите Горни и Долни Брод. Жителското име е долнобро̀жденин, долнобро̀жденка, долнобро̀ждене.

### Средновековие
Първото споменаване за Броди е от XIV век в заповед от сръбския цар Стефан Душан до управителя на Вронду и Трилисион (Търлис) Райко.

### В Османската империя
От османски поименен регистър от 1478 година става ясно, че към тази дата в Долно Броди живели 179 християнски домакинства и 6 на тюркмени-мюсюлмани.
През XIX век Долно Броди е сравнително голямо село със смесено население, числящо се към Неврокопската кааза на Серския санджак. Долно Броди е типично мървашко селище, в което до началото на XIX век се добива много руда в така наречените за̀дми (рудища) по течението на река Опъка – Османаговата, Топалмихальовата, Ицвехтовата, Тоньовата, Граматиковата, Каравеликовата, Коешиновата, Капчината, Камбурамедовата задма. Жителите на селото не ходят на гурбет и целогодишно добиват руда, при наличие на вода, и ако времето не е прекалено студено. От занаятите са представени единствено пехчерство и кузнарство – работата в пехците и кузните, където се преработва добитото желязо. Притежателите на задми имали участъци в гората за добиване на въглища. Най-много въглища се добиват в Шипайково, Алмалък, Криви дол. Към края на XIX век по реката има само три пехци, в които се добива желязото (редуцира се магнетитовия пясък) – Долната (най-близо до селото), Средната и Горната пехца. Също до към 1900 година просъществувал и последният самоков – собственост на селския чорбаджия Иван Коджабашев.
След западането на железодобиването долноброждени започват да се занимават със земеделие и повече със скотовъдство.
В „Етнография на вилаетите Адрианопол, Монастир и Салоника“, издадена в Константинопол в 1878 година и отразяваща статистиката на населението от 1873 година, Долне броди (Dolné-brodi) е посочено като село с 230 домакинства със 180 жители мюсюлмани и 480 жители българи.
В 1889 година Стефан Веркович (Топографическо-этнографическій очеркъ Македоніи) отбелязва Долно Броди като село със 133 български и 70 турски къщи. Според статистиката на Васил Кънчов („Македония. Етнография и статистика“) към 1900 година населението на селото брои общо 1570 души, от които 800 българи-християни и 770 турци.
След 1904 година в гръцкото училище в селото преподават учителката В. Пасхали и учителите Г. Зьогас, Георгиос Триандафилидис, Л. Йоанидис и дъщеря му Йоаниду.
Според български източник към 1905 година цялото население на селото е под върховенството на Българската екзархия. По данни на секретаря на екзархията Димитър Мишев („La Macédoine et sa Population Chrétienne“) в 1905 година в Долно Броди живеят 1696 българи екзархисти. В селото функционира българско начално училище с 2 учители и 92 ученици.
В рапорт до Иларион Неврокопски от 1909 година пише за селото:
| „ | С. Долно Броди... се намира в полите на Черна гора. Срещу селото е клисурата на св. Константин, където се добива също гора. Има хубави, плодородни земи, които дават добра пшеница и житни растения. Селото има 200 къщи български с 1020 души народ и 100 къщи турски с 500 души. Селяните се занимават със земеделие и скотовъдство. Черквата и училището са на високо място над селото. Черквата е хубаво здание, при което има камбанария и часовник. Училището е полусрутено здание, което е негодно. | “ |

Според гръцката статистика, през 1913 година в Долно Броди (Κάτω Βροντού) живеят 1437 души.

### В Гърция
През 1912 година по време на Балканската война Долно Броди е освободено от части на българската армия, но след Междусъюзническата война в 1913 година попада в Гърция. При избухването на Балканската война в 1912 година 9 души от Долно Броди са доброволци в Македоно-одринското опълчение. Към 1913 година селото има около 250 български и 140 турски семейства.
През 1913, 1918 и 1925 година българското население на селото се изселва в България. В 1923 година по силата на Лозанския договор мюсюлманското население на селото се изселва в Турция. Последната голяма вълна емиграция към България е след Търлиския инцидент от юли 1924 година - 749 души. В селото остават само 4 гръкомански семейства. Днес най-много наследници на бежанци от Долно Броди живеят в Гоцеделчевско, Пловдив, Кричим, Пазарджик, София. Към 1928 година Долно Броди е чисто бежанско село със 183 семейства и 690 души бежанци. В 1940 година в селото има 1980 души, от които 1263 мъже, което означава, че са включени и войниците от граничния гарнизон.
Селото пострадва и от Втората световна и от Гражданската война в Гърция. След войните населението започва да се изселва към големите градове. Жителите произвеждат жито, тютюн, картофи и други земеделски продукти и се занимават и със скотовъдство.
| Име         | Име            | Ново име   | Ново име   | Описание                                 |
| ----------- | -------------- | ---------- | ---------- | ---------------------------------------- |
| Узун        | Οὐζούν         | Микрорема  | Μικρόρρεμα | река ЮИ от Долно Броди                   |
| Чамлък      | Τσαμλίκ        | Певка      | Πεῦκα      | местност Ю от Долно Броди край река Узун |
| Юрта        | Γιούρτα        | Авго       | Αβγό       | връх (1063,4 m) ЮЗ от Долно Броди        |
| Склиянова   | Σκλιάνοβα      | Ксиротопос | Ξηρότοπος  | местност СИ от Долно Броди               |
| Чатал чешме | Τσατάλ Τσεσμὲ  | Врисес     | Βρῦσες     | гора Ю от Долно Броди                    |
| Кукули баир | Κουκούλι Μπαΐρ | Гимнолофос | Γυμνόλοφος | връх (767,6 m) С от Долно Броди          |

| Година    | 1913 | 1920 | 1928 | 1940 | 1951 | 1961 | 1971 | 1981 | 1991 | 2001 | 2011 | 2021 |
| --------- | ---- | ---- | ---- | ---- | ---- | ---- | ---- | ---- | ---- | ---- | ---- | ---- |
| Население | 1437 | 1102 | 825  | 1980 | 817  | 939  | 613  | 483  | 401  | 538  | 554  | 287  |

## Личности
Родени в Долно Броди
- Атанас Коджабашиев (1894 – 1923), деец на БЗНС, син на Петър Коджабашиев
- Георги Коджабашиев (? – 1918), български революционер
- Иван Коджабашиев, селски чорбаджия, кмет на селото
- Коста Каравеликов (1883 – след 1943), български революционер
- Петър Коджабашиев, кмет на селото, деец на ВМОРО, син на Иван Коджабашиев
- Сотир Димитров (1864 – ?), български благодетел

Свързани с Долно Броди
- Петър Япов (р. 1927), български учен, публицист и администратор, по произход по майчина линия от Долно Броди, племенник на Атанас Коджабашиев